# Мечеть аз-Зайтуна
Мечеть аз-Зайту́на (араб. جامع الزيتونة‎ — мечеть олив) — одна из основных мечетей в Тунисе. Мечеть является самой старой в столице Туниса, занимает площадь в 5000 м² и имеет девять входов. Мечеть олив имеет 160 столбов, созданных из руин Карфагена. Мечеть также известна как один из первых и самых больших исламских университетов.

## Университет
На протяжении веков Аль-Кайраван оставался образовательным и научным центром Туниса и Северной Африки. В XIII веке Тунис стал столицей государства Альмохадов и Хафсидов. Благодаря этому Университет аз-Зайтуна стал одним из главных центров исламского образования. Выпускником университета был первый в мире социальный историк Ибн Хальдун. В университете обучались студенты со всех уголков исламского мира. Наряду с богословскими дисциплинами в университете велись занятия по юриспруденции, истории, грамматике и медицине. Библиотека аз-Зайтуны была самой большой в Северной Африке и включала десятки тысяч рукописей. Большое количество редких рукописей, охватывали знания по всем научным дисциплинам, в том числе по грамматике, логике, этикету, космологии, арифметике, геометрии, минералогии и т. д.

## Архитектура
Архитектура мечети продолжает архитектурные традиции предыдущих мечетей (в основном мечети Укба), и была источником вдохновения для последующих мечетей (в том числе и Большой мечети Кордовы). Внутренний двор мечети окружен галерей поддерживаемой колоннами из мрамора, гранита или порфира. Материалом для строительства мечети послужили развалины Карфагена. В северо-западном углу двора мечети стоит квадратный минарет. В 1894 году построен минарет высотой 43 метра. В 1960-х и 1990-х годах при правлении Президентов Хабиба Бургибы и Бен Али были проведены капитальные реставрации мечети.